# 食べまくり!ドライブ in USA
『食べまくり!ドライブ in USA』（原題：Diners, Drive-Ins and Dives）はアメリカ合衆国の放送局、フード・ネットワークで2007年4月23日から放送されている料理番組。2014年2月7日現在、シリーズが9作・233回放送されている。
日本ではDlifeで放送されている（後述）。

## 概要
アメリカの料理店主、ホスト、司会者であるガイ・フィエリが全米に広がるアメリカの昔ながらの「大衆食堂」を車で訪れる番組。近年、満足度の高い絶品料理を提供するようになり、再び人気を盛り返している大衆食堂をコミカルに取り上げ、視聴者と一緒に食事を摂ることのみならず、厨房で働くシェフにもインタビューしている。

## 日本での放送実績
- Dlife - 番組名：『食べまくり!ドライブ in USA』